# Inquiétude du fini
Inquiétude du fini (Frans voor Zorgen om het einde) is een compositie van Erkki-Sven Tüür. Het werk is geschreven om aan een opdracht te voldoen van een koorfestival in Espoo, Finland. Tüür had wel een idee, maar wist de opzet niet rond te krijgen. Hij besprak zijn idee, zijn zorgen om het eind van de mensheid en de Aarde, met een bevriend schrijver Tõnu Õnnepalu. Deze meldde dat er zo’n tekst al was, door hem geschreven al was het in het Frans. 
De tekst begint met de regel Qu’est-ce qu’il se passé? (Wat gebeurt er).
Tüür schreef Inquiétude du fini voor:
- gemengd kamerkoor
- 1 dwarsfluit, 1 hobo, 1 klarinet, 1 fagot
- geen koperblazers
- violen, altviolen, celli, contrabassen

Eric-Olof Söderström gaf leiding aan de première met het Tapiola Sinfonietta en het Kamerkoor van Tapiola.